# Даглас Мосон
Сер Даглас Мосон (енгл. Douglas Mawson; 5. мај 1882 — 14. октобар 1958) је био аустралијски геолог и истраживач Антарктика. Уз Роалда Амундсена, Роберта Фалкона Скота и Ернеста Шеклтона, Мосон је био позната и кључна фигура херојског доба истраживања Антарктика.

## Биографија

### Детињство и младост
Мосон је рођен 1882. у Јоркширу, Енглеска, као друго дете Роберта Елиса Мосона, трговца одећом и његове жене Маргарет Ен са Острва Ман. Породица се преселила у Аустралију у Рути Хил 1884. Дипломирао је рударство на Сиднејском универзитету.
До 1903. ради као асистент, а онда као геолог учествује у експедицији према Новим Хебридима (данас Вануату); његов извештај „Геологија Нових Хебрида“ је био један од првих великих геолошких радова о Меланезији. Те године је такође издавао геолошки лист у Митагонгу. Највећи утицај на њега су имали професори Еџворт Дејвид и Арчибалд Ливерсиџ. Године 1905. је постао предавач петрологије и минералогије на Аделејдском универзитету. Открио је и први описао минерал давидит, који је добио име по Еџворту Дејвиду.

### Прва експедиција на Антарктик
Мосон се 1907. у улози геолога придружио Британској антарктичкој експедицији коју је предводио Ернест Шеклтон. Уз свог ментора и колегу Еџворта Дејвида, био је међу првима који су се попели на Еребус. Касније је био члан првог тима који је стигао до јужног магнетног пола, преузевши вођство над групом од Дејвида на њиховом опасном повратку.

### Аустралоазијска антарктичка експедиција
Мосон је одбио позив да се прикључи Скотовој Тера Нова еспедицији из 1910; уместо њега је пошао аустралијски геолог Грифит Тејлор. Мосон је одлучио да поведе своју експедицију у Земљу краља Џорџа V и Аделину земљу, сектор Антарктика одмах наспрам Аустралије, која је у то време била скоро потпуно неистражена. Циљеви су били да се изврше географска истраживања и научна проучавања, у шта је спадало посета Јужном магнетском полу.
Експедиција је испловила бродом „Аурора“ којом је командовао капетан Џон Кинг Дејвис, се искрцала на Рт Денисон у Заливу Комонвелта 8. јануара 1912. и успоставила свој главни камп. Други камп се налазио на западу на леденом шелфу у Земљи краљице Мери. Рт Денисон се показао ветровтим, пошто је просечна брзина ветра током целе године била око 80 km/h. Саградили су колибу на стеновитом рту и презимели, упркос скоро константним мећавама.
Истраживачку фазу, која је почела одмах по почетку пролећа на јужној полулопти, извршило је пет група из Главног кампа и две из Западног кампа. Мосонов тим, који је кренуо на исток, су чинили Ксавијер Мерц, поручник Б. Е. С Нинис и он. При самом крају њиховог пута, Нинис, његови пси и санке са већином залиха су пали у амбис и нестали су.
Мосон и Мерц су се одмах вратили. Мерц је умро током повратка, па је Мосон наставио сам. На повратку је пропао кроз лед и преживео је тако што су се његове санке закачиле за лед изнад њега. Брод „Аурора“ је испловио неколико сати пре него што се вратио до рта Денисон, па је Мосон, са још шесторицом који су остали да би траже, презимео другу годину до децембра 1913. Његова група и људи из Западне базе су истражили велике површине антарктичке обале, описали њену геологију, биологији и метеорологију и прецизније су одредили положај Јужног магнетског пола.

### Каснији живот
Након повратка, Мосон се оженио Пакитом Делпрат и био је проглашен за витеза, али се јавност мало заинтересовала за његове успехе, пошто је била потресена Скотовом трагедијом и избијањем Првог светског рата. Мосон је служио као мајор у британском Министарству муниције. Након што се вратио у Аделејд, наставио је своје академске студије и водио је још експедиција, укључујући здружену британску, аустралијску и новозеландску експедицију 1929-1931. Рад направљен на овој експедицији је довео до оснивања Аустралијске антарктичке територије 1936. Такође је провео много времена у истраживању геологије Флиндерсовог венца у јужној Аустралији. Умро је 14. октобра 1958. од излива крви у мозак.
Његова слика се појавила на новчаници од 100 аустралијски долараустралијских долара у периоду 1984-1996. По њему су име добили Мосонов врх (острво Херд) и Мосонова станица (Антарктик).